# Ekrem İmamoğlu
Ekrem İmamoğlu (Cevizli, 1970. június 4. –) török politikus, üzletember és ingatlanfejlesztő; 2019-től 2025. márciusi felmentéséig Isztambul polgármestere. Az ellenzéki Köztársasági Néppárt elnökjelöltje a 2028-as török elnökválasztáson; népszerűsége miatt Recep Tayyip Erdoğan elnök fő vetélytársának számít. 
Korábban, 2014 és 2019 között Beylikdüzü, Isztambul nyugati kerületének polgármestere volt.

## 2025-ös letartóztatása
2025. március 19-én a török rendőrség több mint száz más emberrel együtt letartóztatta, sok hírhálózat alapján hamis vádakkal. Az állami tulajdonú Anadolu Ügynökség zsarolással, pénzmosással, közbeszerzési szabálytalanságokkal gyanúsította, továbbá, hogy segítette a törvényen kívüli Kurdisztáni Munkáspártot. Korábban az Isztambuli Egyetem érvénytelenítette a diplomáját, ami gyakorlatilag kizárta a következő elnökválasztási versenyből.
A döntés néhány nappal azelőtt született, hogy az ellenzék hivatalosan jelölte volna őt elnöknek a 2028-as választásokra.